# Fleur de Passion
Fleur de Passion est un ketch aurique traditionnel de 33 mètres en bois sur structure acier battant pavillon suisse. 
Ancien baliseur de mines de la Marine allemande de type Kriegsfischkutter (KFK) construit en 1941 dans les chantiers navals de Brême, il a été cédé à la France en 1945 puis désarmés et transformé en ketch par un particulier en 1976.
À partir des années 1980, il a accueilli de premiers projets scientifiques avec des institutions académiques françaises comme l’Ifremer.
Depuis 2009, sous l’égide de la Fondation Pacifique, le voilier effectue des expéditions pluridisciplinaires axées autour de la science, de la sensibilisation et du socio-éducatif autour du globe.
Entre 2015 et 2019, Fleur de Passion a effectué un tour du monde dans le sillage de Ferdinand de Magellan lors d'une expédition de la Fondation Pacifique intitulée "The Ocean Mapping Expedition".

## Histoire
Construit en 1941 dans les chantiers navals de Brême, le futur Fleur de Passion est alors un Kriegsfischkutter (KFK), bateau à moteur de la Marine de guerre allemande dévolu à des activités de défense côtière. Avec sa coque en bois sur structure en métal, il sert notamment à la pose et au balisage de champs de mines. Parfois camouflés en bateau de pêche, les KFK servaient aussi au ravitaillement de sous-marins ou à des actions clandestines.
La particularité des KFK, dont quelque 600 unités seront construites durant la guerre et dont quelques dizaines survivront au conflit, était de pouvoir être gréé à la voile en cas de pénurie de pétrole.
Le bateau est cédé à la France au titre des dommages de guerre puis sert dans la Marine hexagonale comme bateau de servitude sous le nom de Trébéron (Y712). Il termine sa carrière militaire en rade de Brest dans les années 1970.
En 1976, le bateau est désarmé et vendu à un particulier, Claude Millot, qui le grée alors à la voile en ketch au terme d’un chantier de sept ans au Havre, le baptise Fleur de Passion et l’utilise en Méditerranée et dans l’Atlantique dans le cadre d’activités socio-éducatives, de réinsertion et scientifiques.
Délaissé et en piteux état faute de moyens, Fleur de Passion croupit à Fort-Balaguier, près de Toulon. Un groupe d’amis genevois férus de mer le découvre en 2001 en marge d’un séjour de plongée et décide de le racheter pour le restaurer et prolonger sa vocation pacifique de plate-forme d’accueil pour des projets scientifiques et socio-éducatifs.
Et dans la foulée en 2002, l’Association Pacifique est fondée dans ce but. Fleur de Passion, alors sous pavillon français, est rachetée en juin, démâtée puis remorquée à Marseille en novembre.
Dès 2003, plus de 6 ans de travaux de grande ampleur commencent, qui porteront sur tous les aspects du bateau: la coque, la structure, le pont, le gréement, la salle des machines et les aménagements intérieurs. Quelque 200 personnes de différents horizons se sont investis dans ces travaux pour un total de plus de 30000 heures : de très nombreux bénévoles, des professionnels qualifiés ainsi que les membres de l’association Pacifique eux-mêmes.
Et c'est en 2009, sur le Vieux-Port de Marseille, un samedi 11 juillet, que Fleur de Passion reçoit son nouveau jeu de voiles taillées sur mesure, à quelques kilomètres du quai du port autonome où tout a commencé quelque six années plus tôt. Des festivités marquent la fin des travaux en présence d’Albert Falco, chef d’expédition historique de la Calypso du commandant Cousteau. Le lendemain, par une brise idéale et sous un soleil radieux, le voilier appareille et met le cap sur la calanque de Sormiou, non loin de Marseille. Les premiers projets de navigation vont pouvoir commencer...
Entre 2010 et 2014, le voilier navigue dans plusieurs océans du monde lors de missions scientifiques et socio-éducatives.
Fleur de Passion a participé à la Sail Amsterdam-2010 et Les Tonnerres de Brest 2012.
En avril 2015, au départ du port de Séville il entreprend un tour du monde dans le cadre de The Ocean Mapping Expedition  qui durera 4 ans dans le sillage de Ferdinand de Magellan.